# G. E. R. 로이드
G. E. R. 로이드(G. E. R. Lloyd) 또는 조지 E. R. 로이드(George E. R. Lloyd, Sir Geoffrey Ernest Richard Lloyd, 1933년 1월 25일 ~ )는 고대과학의학 역사가이다. 케임브리지 대학교에서 고대 과학과 의학의 역사를 연구하고 있다. 영국 니덤 연구소의 상임 시니어 연구원이기도 하다.
케임브리지대학 킹스칼리지에서 공부했고 아테네에서 체류하기도 했다. 인류학에 대해 큰 관심을 보였으며 이는 고대 그리스 철학으로 이어졌다. 박사 논문은 그리스 사상의 양극성과 유사성 패턴에 대한 것이었고 이는 1966년에 출간되었다. 1960년대 이후로 레비스트로스의 구조인류학에 깊은 관심을 갖게 되었고, 고대 그리스에서 정치 담론이 과학 담론과 논증에 어떤 영향을 주었는지를 연구했다. 1987년 강연 목적으로 중국에 머무른 이후로는 고대 중국을 연구하기 시작해 조지프 니덤이 개척한 비교 연구를 이어갔다. 고대 중국과 그리스의 정치적 문화 차이가 과학적 담론에 어떤 영향을 주었는지가 연구 주제였다. 1983년에는 영국 아카데미 펠로로 선출되었으며, 1987년에는 과학사학회가 수여하는 조지 사튼 메달(George Sarton Medal)을 받았다. 1995년에는 미국 예술 과학 아카데미의 명예 외국인 회원으로, 1997년에는 국제 과학사 아카데미의 회원으로 선출되었으며 같은 해 지성사에 대한 공헌으로 기사 작위를 받았다.